# Edling

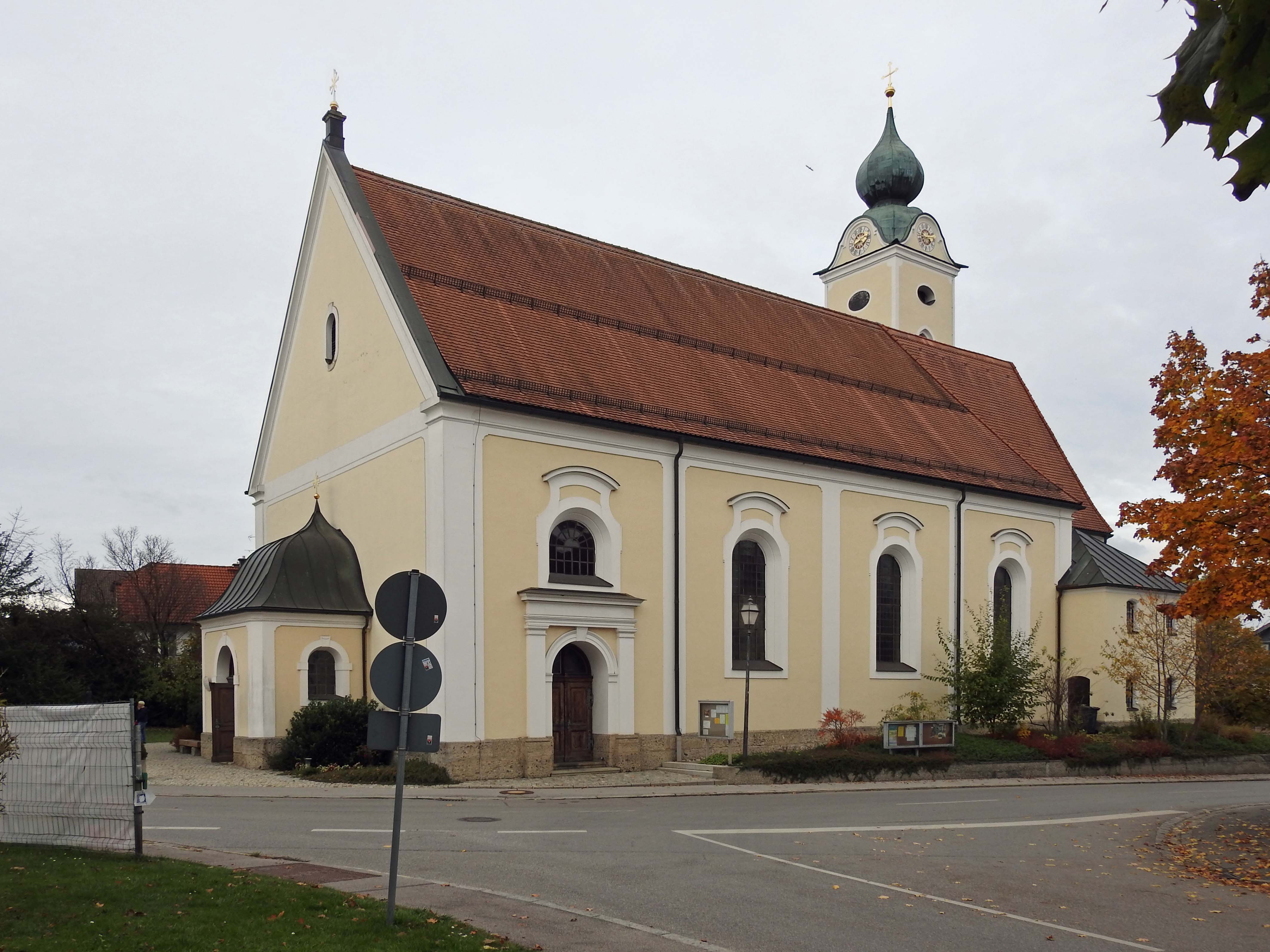
Pfarrkirche St. Cyriacus in Edling

Edling ist eine Gemeinde im oberbayerischen Landkreis Rosenheim, die zwischen Ebersberg und Wasserburg am Inn liegt.

## Geographie

### Geographische Lage
Die Gemeinde liegt im Alpenvorland auf einer flachen Schotterebene inmitten einer Moränen- und Schotterlandschaft des Inngletschers der letzten Eiszeit, der Ort Edling selbst im Osten des Gemeindegebietes. Von dort aus sind es nach Rosenheim 26 Kilometer und in die Landeshauptstadt München 50 Kilometer.
Die Ebrach durchquert die Gemeinde und den gleichnamigen Hauptort.

### Gemeindegliederung
Es gibt 36 Gemeindeteile (in Klammern ist der Siedlungstyp angegeben):
- Allmannsberg (Dorf)
- Anzenberg (Weiler)
- Attelthal (Dorf)
- Au (Einöde)
- Brandstätt (Dorf)
- Breitbrunn (Weiler)
- Breitmoos (Weiler)
- Bruck (Weiler)
- Daburg (Weiler)
- Edgarten (Einöde)
- Edling (Pfarrdorf)
- Felling (Einöde)
- Fuchstal (Weiler)
- Fürholzen (Einöde)
- Giglberg (Einöde)
- Gschwendt (Dorf)
- Hart (Dorf)
- Hochhaus (Dorf)
- Kumpfmühl (Weiler)
- Linden (Einöde)
- Mühlthal (Weiler)
- Oberhub (Weiler)
- Obersteppach (Weiler)
- Oberunterach (Einöde)
- Ötz (Weiler)
- Ramsau (Weiler)
- Roßhart (Dorf)
- Rudering (Weiler)
- Schäching (Weiler)
- Schellwies (Dorf)
- Unterhub (Dorf)
- Untersteppach (Dorf)
- Unterunterach (Weiler)
- Weidachmühle (Einöde)
- Wolfrain (Einöde)
- Zeil (Einöde)

### Natur

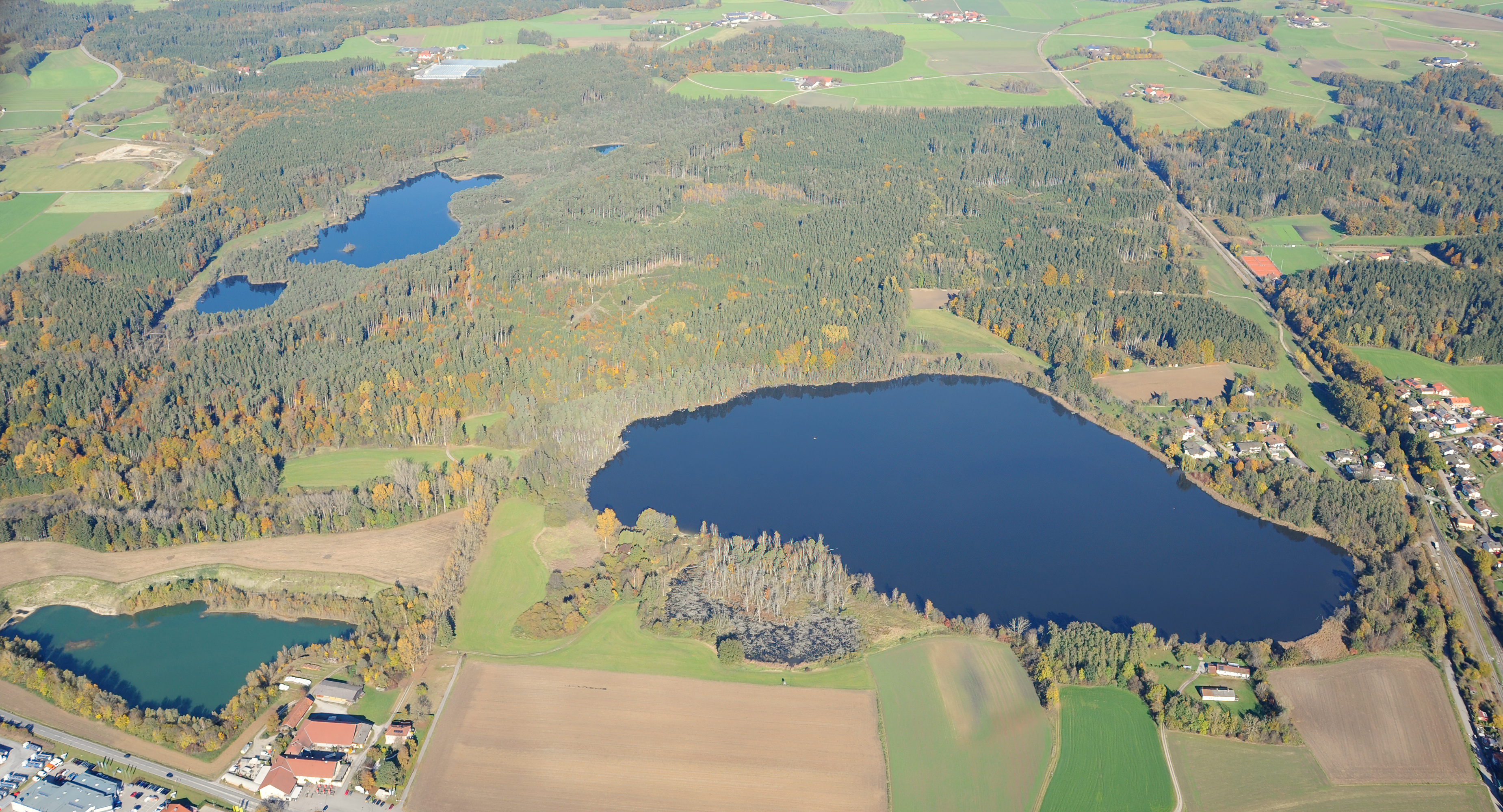
Luftbild des Landschaftsschutzgebiets Schutz von Landschaftsteilen um den Staudhamer See in den Gemeinden Steppach, Soyen, Attel und Edling

Folgende Schutzgebiete berühren das Gemeindegebiet:
- Naturschutzgebiet Hochmoor am Kesselsee (NSG-00156.01)
- Landschaftsschutzgebiet Schutz von Landschaftsteilen um den Staudhamer See in den Gemeinden Steppach, Soyen, Attel und Edling (LSG-00164.01)
- Landschaftsschutzgebiet Attel (LSG-00106.01)
- Fauna-Flora-Habitat-Gebiet Moore um Wasserburg (7939-371)
- Fauna-Flora-Habitat-Gebiet Attel (7938-371)
- Geotop Der Stoa von Edling (ein riesiger Findling) (187R022)

## Geschichte
Edling findet 1041 in den Urkunden des Klosters Attl erstmals Erwähnung und war wohl Sitz Wasserburger Ministerialen (der Ettelinger). Später gehörte der Ort zum Rentamt München und zum Landgericht Wasserburg des Kurfürstentums Bayern. Im Zuge der Verwaltungsreformen im Königreich Bayern wurde Edling 1818 Sitz einer selbständigen politischen Gemeinde.

### Gebietsreform
Vor der Gemeindegebietsreform gehörte Edling zum Landkreis Wasserburg am Inn. Am 1. April 1971 wurde die Gemeinde Steppach eingegliedert. Das geschah in der freiwilligen Phase der Gebietsreform. 1972 kam der Landkreis Wasserburg am Inn und damit auch Edling zum Landkreis Rosenheim.
Der Freistaat Bayern schlug die Gemeinde Edling mit Wirkung vom 1. Mai 1978 dem Gebiet der Stadt Wasserburg am Inn zu, die damit für den Zentralitätsverlust im Rahmen der Landkreisgebietsreform 1972 entschädigt werden sollte. Mit seinem Urteil vom 29. April 1981 entschied der Bayerische Verfassungsgerichtshof, dass die Eingemeindung nichtig war. Seitdem ist die Gemeinde Edling wieder selbständig.

### Einwohnerentwicklung
Zwischen 1988 und 2018 wuchs die Gemeinde von 3152 auf 4584 Einwohner bzw. um 45,4 %.

## Politik
Erster Bürgermeister ist seit Mai 2008 der Werkzeugmacher Matthias Schnetzer.
Gemeinderat:
|                 | 2020 | 2014 | 2008 | 2002 |
| --------------- | ---- | ---- | ---- | ---- |
| Sitze insgesamt | 16   | 16   | 16   | 16   |
| CSU             | 8    | 8    | 7    | 5    |
| UBG 1           | 4    | 4    | 5    | 4    |
| ÜWG 2           | 4    | 4    | 4    | 6    |
| FDP             | -    | -    | -    | 1    |

### Wappen
| Wappen von Edling | Blasonierung: „In Silber neben einer senkrecht stehenden blauen Raute ein an einer erhöhten blauen Schrägleiste hängendes grünes Seeblatt.“ |
| Wappen von Edling | Wappenbegründung: Die Motive wurden entnommen den Wappen des Wasserburger Ministerialengeschlechtes der Edlinger (Seeblatt) und des Klosters Attel (Raute); sie stehen für die frühere Geschichte des Ortes. Der noch im 15. Jahrhundert blühende Ortsadel hatte einen bedeutenden Herrschaftsbereich um Edling aufgebaut und war im Hochmittelalter mit dem Erbtruchsessenamt der Abtei Rott am Inn bekleidet. Das Kloster Attel war im 17. und 18. Jahrhundert in Edling Grundherr über die Mehrzahl der Anwesen und im Gemeindeteil Atzenthal Herr über die dortige Hofmark. Dieses Wappen wird seit 1981 geführt. |

## Sehenswürdigkeiten

Amphitheater am Stoa

- Die Pfarrkirche St. Cyriakus wurde Anfang des 19. Jahrhunderts barockisiert. Das Langhaus wurde 1898 nach Entwurf des Münchner Architekten Joseph Elsner neu errichtet. Die Deckengemälde schuf 1912 Anton Ranzinger.[10]
- Amphitheater am Stoa
Der „Stoa“ (bairisch für Stein) ist ein eiszeitlicher Findling (Felsblock), der bei Kiesabbauarbeiten gefunden wurde. Auf Grund seiner Größe war er nicht abtransportierbar. Entstanden ist der Stein untermeerisch vor ca. 160 Millionen Jahren. Vor etwa 15.000 Jahren gab das Eis den Stein frei, der aber zunächst unter den angeschwemmten Kies- und Schottervorkommen begraben blieb. Nachdem der Kiesabbau eingestellt worden war, wurden vom Kultur- und Heimatverein im Laufe mehrerer Jahre rund um den Findling Steintreppen in Anlehnung an antike Amphitheater errichtet. Hier finden viele kulturelle Veranstaltungen statt, unter anderem Open-Air-Inszenierungen der Wasserburger Theater Belacqua und Das Narrenschiff sowie Open-Air-Vorführungen des Wasserburger Kinos Utopia.
- Wasserturm, erbaut 1926

## Bildung
Edling ist Sitz der Franziska-Lechner-Schule. Die Grundschule dort besuchen Kinder aus der Gemeinde Edling und zu kleinen Teilen aus den Gemeinden Pfaffing und Soyen, während sich der Mittelschulsprengel zusätzlich noch über die Gemeinden Pfaffing und Albaching sowie zwei Ortsteile von Frauenneuharting und einen Ortsteil von Emmering erstreckt. Zusammen besuchen knapp 400 Kinder in Edling die Schule. Die Mittelschule ist Mitglied im Schulverbund „Wasserburger Land“.

## Verkehr
- Straße: Die Bundesstraße 304 durchquert das Gemeindegebiet von West nach Ost und berührt den Ort Edling im Norden.

Weiter östlich kreuzt sie die B 15.
- Schiene: Edling hat einen Bahnhof an der Bahnstrecke Grafing–Wasserburg (Filzenexpress), der stündlich bedient wird. Ein zweiter Haltepunkt im Gemeindeteil Brandstätt wurde am 13. Dezember 2014 stillgelegt.
- Busverkehr: Edling ist mit fünf Buslinien an den Regionalverkehr Oberbayern angebunden.

## Persönlichkeiten

### Söhne und Töchter der Gemeinde
- Gottlieb Joseph von Manteuffel (1736–1822), kurfürstlich pfalzbayerischer Kämmerer und kurbayerischer Offizier
- Franziska Lechner (1833–1894) wurde in Edling geboren und verbrachte hier ihre Kindheit. Bekannt wurde sie als sozial engagierte Ordensschwester und Gründerin der Kongregation der Töchter der göttlichen Liebe in Wien. Nach ihr ist die Volksschule Edling benannt.

### Mit der Gemeinde verbundene Persönlichkeiten
- Franz Xaver Eßlinger (1859 – nach 1918), Brauereibesitzer und Mitglied des Deutschen Reichstags
- Franz Josef von Manteuffel (1663–1727), Truchsess und kurbayerischer Kämmerer